# Basílica e Convento de Nossa Senhora do Carmo
A Basílica e Convento de Nossa Senhora do Carmo é um conjunto arquitetônico católico pertencente à Ordem Carmelita, localizado na cidade do Recife, em Pernambuco, Brasil.
O imponente frontispício da Basílica do Carmo possui muitas volutas esculpidas em pedra, e a torre, de 50 metros de altura — a mais alta torre barroca do Brasil —, é encimada por um dos mais elaborados bulbos do estilo no país. No interior, a decoração em talha dourada e a estatuária são de valor inestimável, destacando-se a capela-mor e seu fabuloso retábulo com imagens de Nossa Senhora do Carmo e dos profetas Elias e Eliseu.
No seu pátio, a cabeça do líder quilombola Zumbi dos Palmares ficou exposta até completa decomposição. No convento, encontram-se enterrados os restos mortais de Frei Caneca.

## Histórico

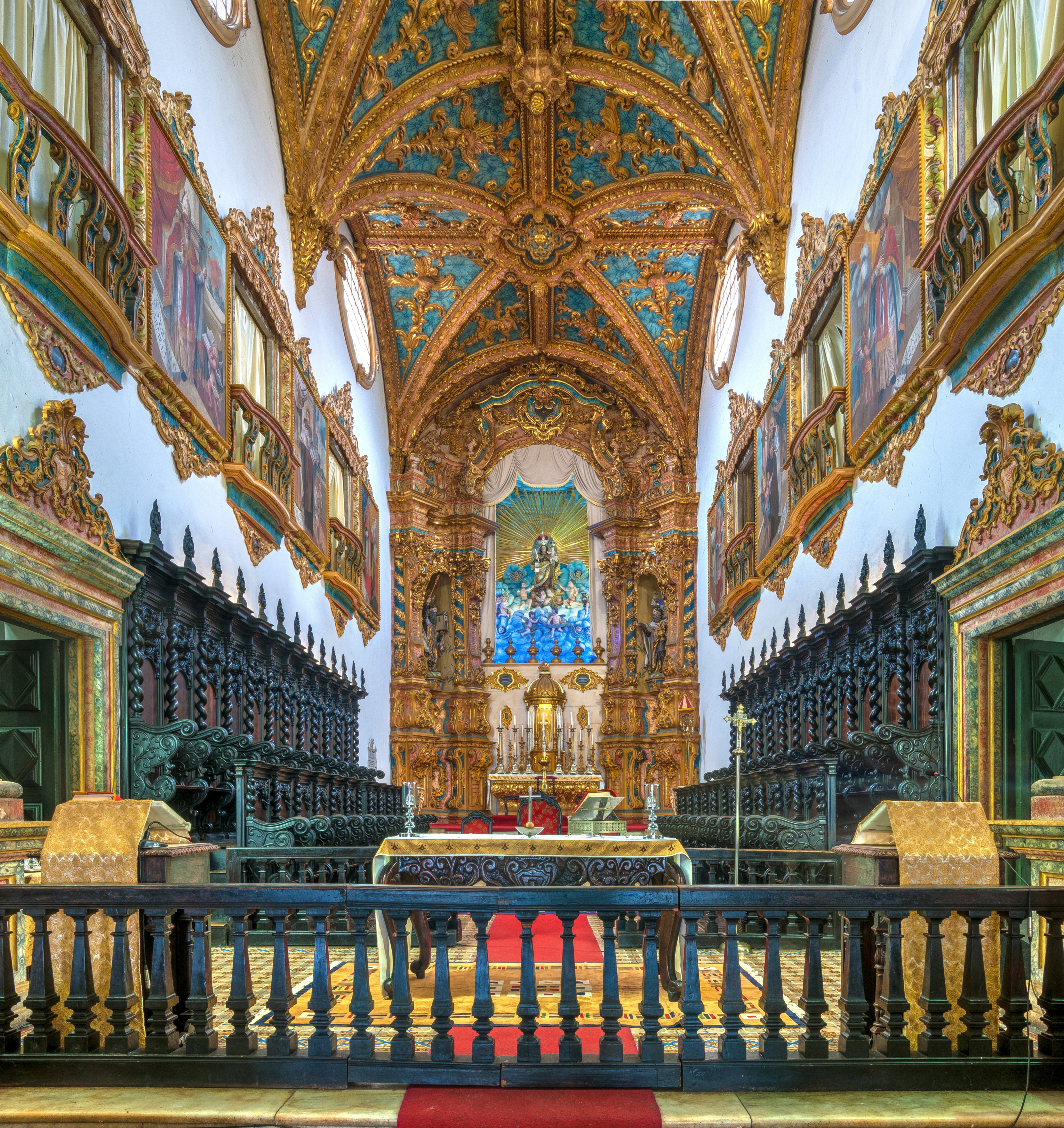
Capela-mor da Basílica do Carmo.

Os primeiros frades Carmelitas chegaram ao Brasil em 1580, vindos de Portugal. Em 1584, com a fundação de um convento em Olinda, o primeiro do país, realizou-se a primeira festividade brasileira em honra a Nossa Senhora do Carmo.
Após a expulsão dos holandeses em 1654, a Ordem do Carmo se estabeleceu no Recife e a Câmara de Olinda doou aos religiosos carmelitas o Palácio da Boa Vista (ou Reduto da Boa Vista), construído por João Maurício de Nassau em 1643, no qual foi instalado um hospício com capela. O Convento de Nossa Senhora do Carmo foi posteriormente construído aproveitando parte do torreão central do Palácio da Boa Vista.
Em 1665, o Capitão Diogo Cavalcanti Vasconcelos deu início às obras de construção da igreja, mandando executar, às suas expensas, a capela-mor, sem a licença real que, requerida em 1674, só foi concedida em 8 de março de 1687. A nave do templo foi terminada em 1742, e em 1754 foi colocado o sino na torre, sendo o frontispício concluído em 1767. A conclusão do convento deu-se antes, em 1730.
Os carmelitas do Recife tiveram sua vida de clausura interrompida em 1817, quando o governador Luís do Rego Barreto, algoz da Revolução Pernambucana, ordenou a transformação do Convento do Carmo em quartel e hospital militar. A devolução do convento aos religiosos só ocorreu em 1846. Além dos danos materiais no prédio como a deterioração de painéis azulejares, pinturas e talhas, os carmelitas perderam sua grande biblioteca, que funcionava em amplo salão, no pavilhão superior do convento. Ao se retirarem em 1817, rumo à casa da Paraíba, os religiosos levaram algumas caixas com livros. Os que ficaram, desapareceram.
Foi no Convento do Carmo que Frei Caneca fez seus votos religiosos e ordenou-se sacerdote, e onde está enterrado, embora se desconheça o local exato do sepultamento.
Em 1909 a Virgem do Carmo foi proclamada Padroeira do Recife e, no dia 21 de setembro de 1919, foi coroada canonicamente. Em 1917, a igreja foi agregada à Basílica de São Pedro, no Vaticano, e em 1922, elevada à condição de Basílica.
A Basílica e o Convento do Carmo foram tombados em 5 de outubro de 1938 pelo Instituto do Patrimônio Histórico e Artístico Nacional (IPHAN).

## Arquitetura
A igreja segue o estilo barroco. O corpo principal tem dois pavimentos, ambos com três aberturas de arco abatido e ornamentos em cantaria. No piso superior, entre as janelas, encontram-se dois nichos com estátuas, interligados na parte superior a óculos obturados com grades, e também emoldurados. Acima, frontíspício triangular de vértices truncados e lados curvos, com brasão da Ordem, pesadas volutas floreadas, e culminando com um nicho com imagem de Nossa Senhora, pináculos e uma cruz. Lateralmente a igreja possui duas torres, sendo que a da direita apresenta acabamento em cúpula semiesférica (escondida por platibanda semelhante à de templos românicos como a Igreja de Santo Estêvão em Lisboa), e a da esquerda, com cerca de 50 metros de altura, ergue-se em quatro pisos, com aberturas de forma e tamanho variáveis: a da base é uma porta com arco pleno, e acima abrem-se, sucessivamente, uma porta de arco abatido, com balaústre, um óculo simples, e uma janela sineira também em arco pleno. Coroando a torre, cúpula com diversas cornijas ornamentadas superpostas, óculos, pináculos e cruz.
No interior sua decoração é de valor inestimável. Entre os pontos altos destacam-se os doze altares secundários e a capela-mor, com seu fabuloso retábulo com uma imagem em tamanho natural de Nossa Senhora do Carmo, cercada por anjos e ladeada por imagens dos profetas Elias (com espada e capela) e Eliseu (com jarro), numa moldura de luxuriante trabalho de talha dourada. Os altares laterais também são ricamente decorados, destacando-se aqueles situados no lado esquerdo: o de Santa Teresa, São Crispim e São Crispiniano; o de Nossa Senhora da Conceição, São João e Santo Ângelo; e o da Sagrada Família ladeada por São Joaquim e Nossa Senhora de Santana. No transepto, os altares ou capelas são dedicados ao Santíssimo Sacramento (direito) e a São José (esquerdo).
Várias intervenções realizadas nos séculos XIX e XX acabaram por descaracterizar alguns aspectos originais do interior, sobretudo a pintura das talhas. Praticamente toda a Basílica foi repintada de branco e dourado. Um projeto de restauração recente, que removeu as camadas de repintura, revelou toda a beleza da decoração marmoreada típica do século XVIII, sendo a Basílica reinaugurada em 6 de julho de 2001, após três anos de trabalhos. Outras alterações no altar-mor incluíram a entronização da atual imagem de Nossa Senhora, uma outra de Cristo e a instalação de um relicário para guarda das hóstias. A restauração da capela também contemplou o cadeiral de jacarandá, com a recomposição de partes perdidas da madeira e a recuperação dos seis painéis com imagens de santos e das seis tribunas com balaústres que ficam acima do cadeiral.

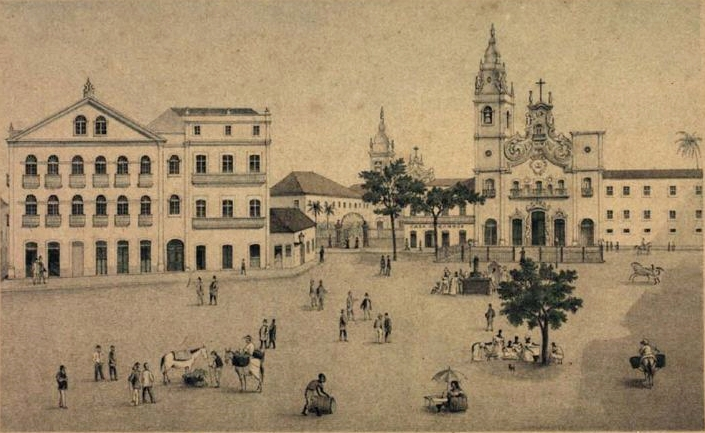
Vista do Pátio do Carmo no século XIX, litografia por Franz Heinrich Carls
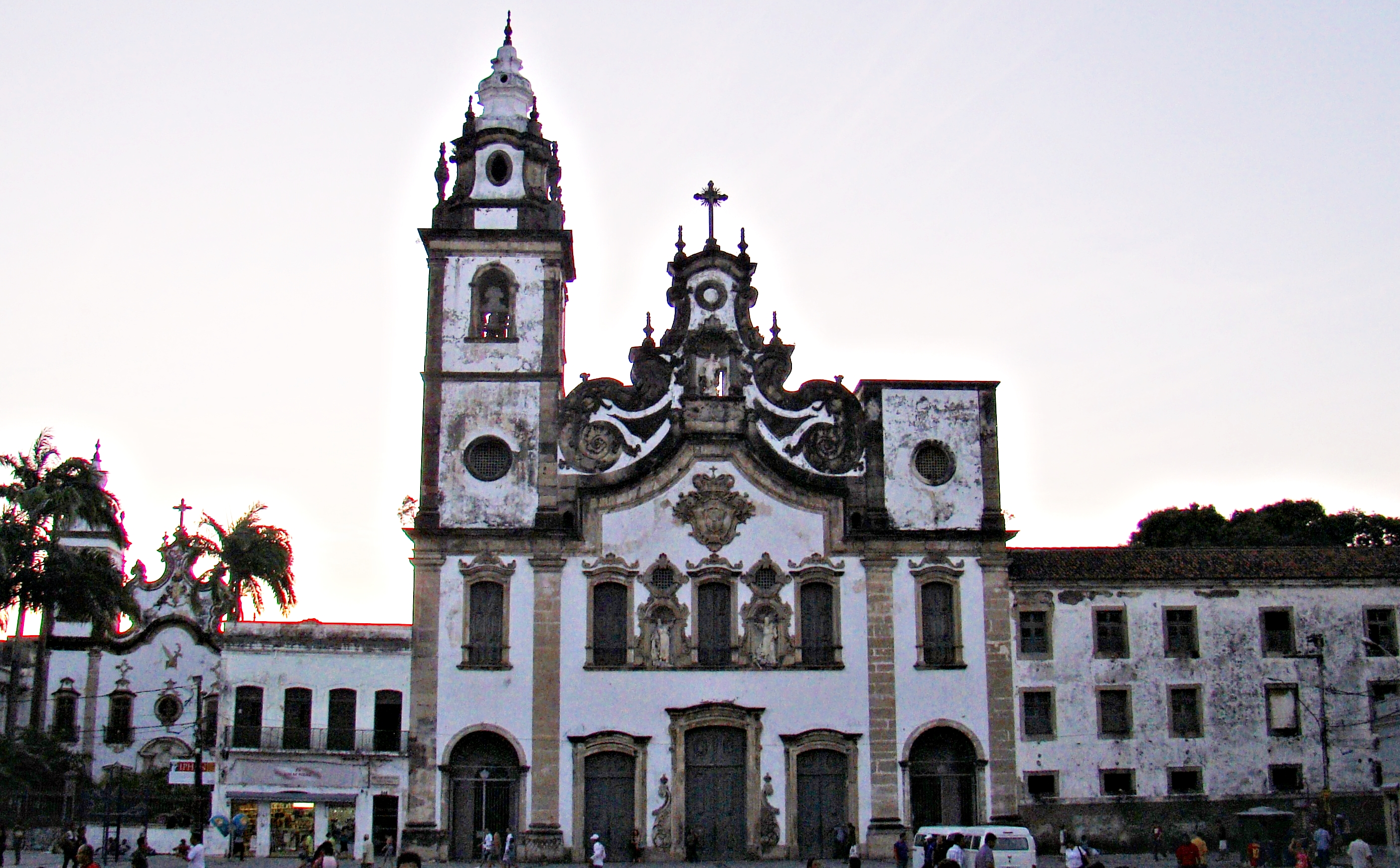
Basílica e Convento de Nossa Senhora do Carmo e a Igreja da Ordem Terceira do Carmo
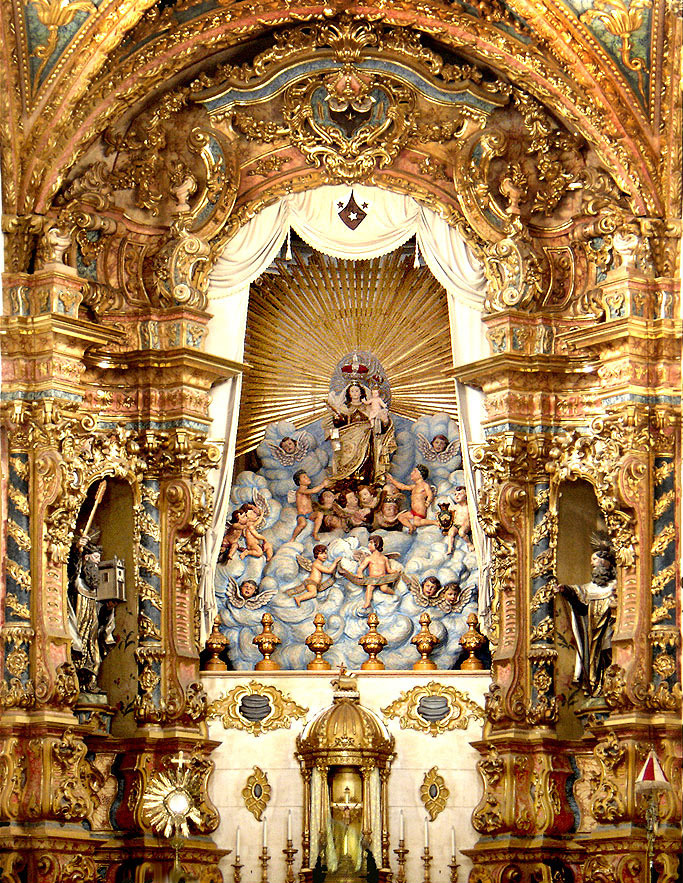
Detalhe do retábulo-mor monumental

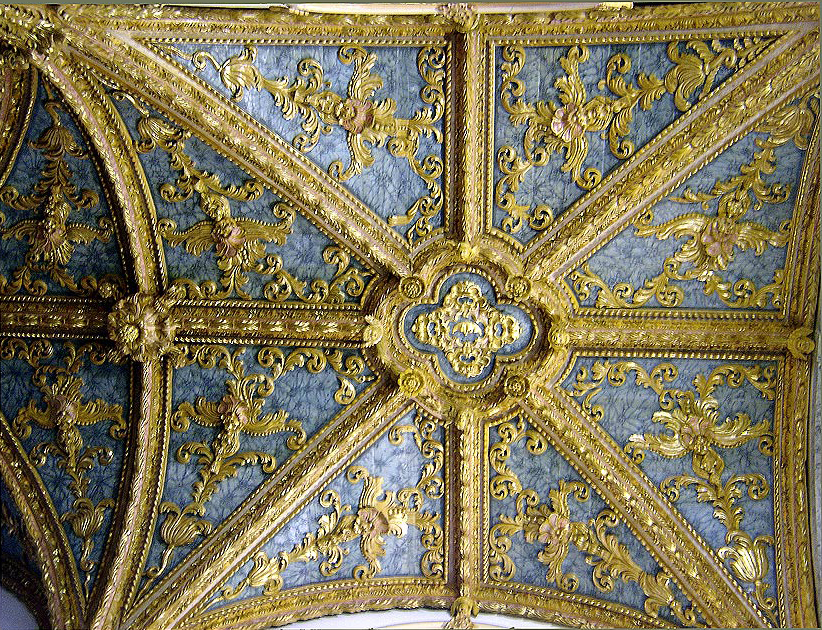
Teto da capela-mor
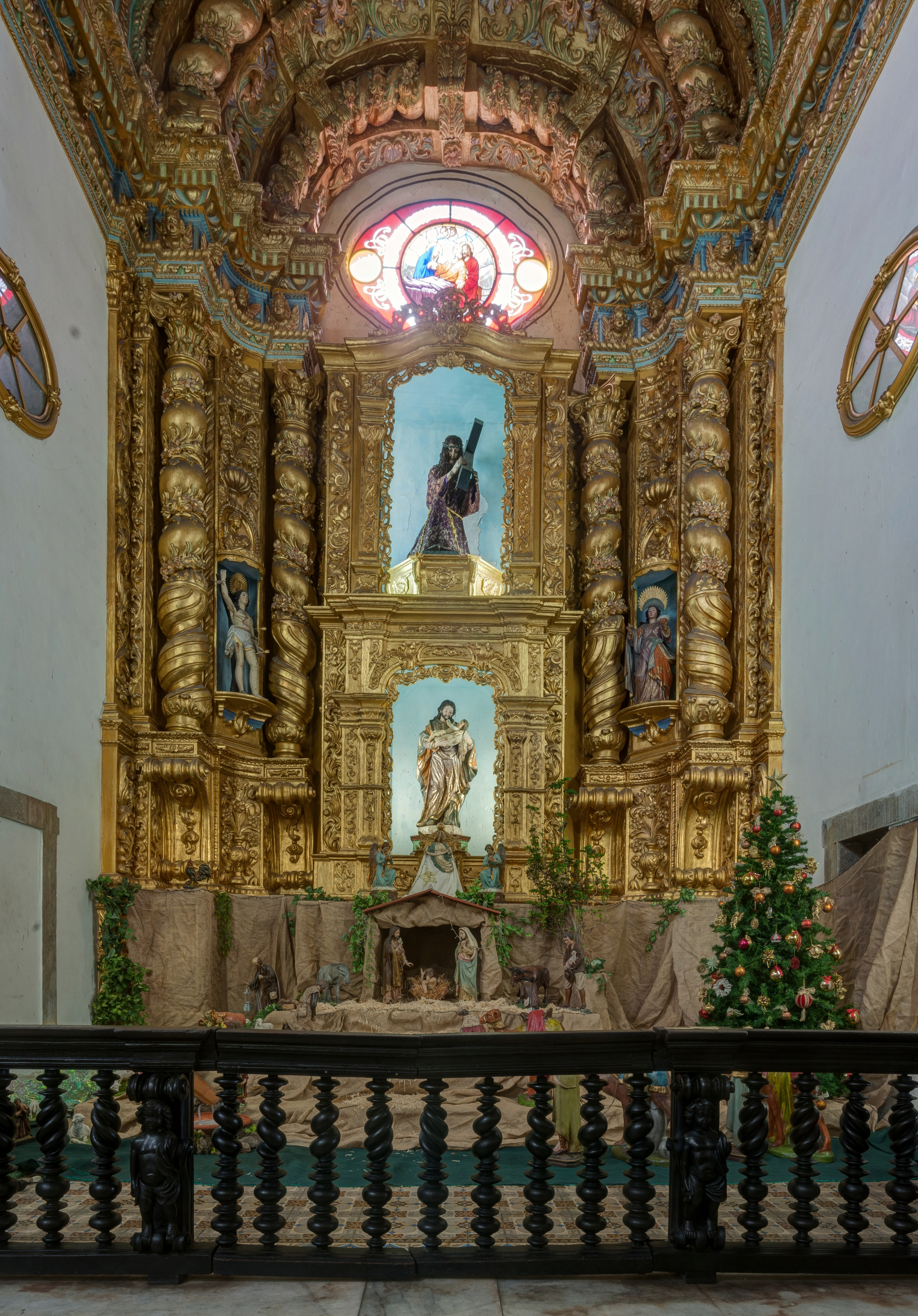
Altar no transepto
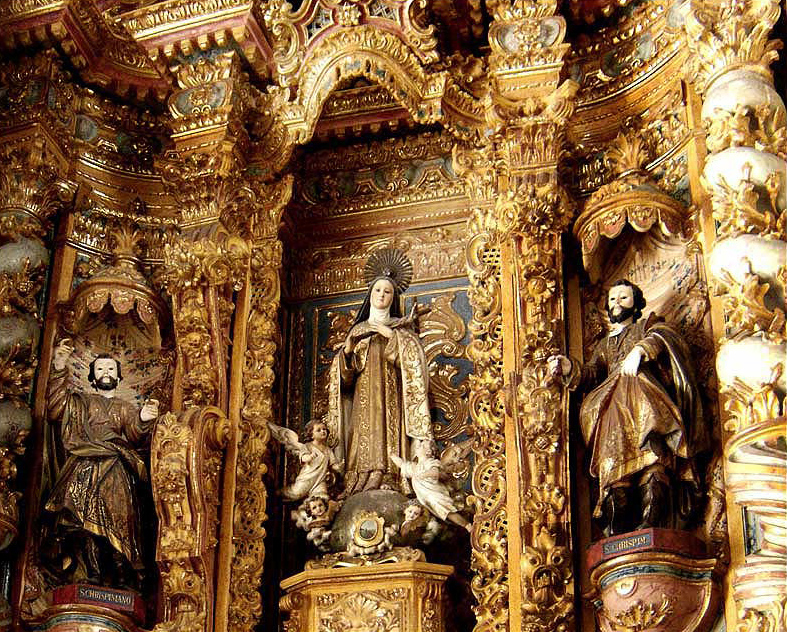
Detalhe do altar de Santa Teresa, São Crispim e São Crispiniano
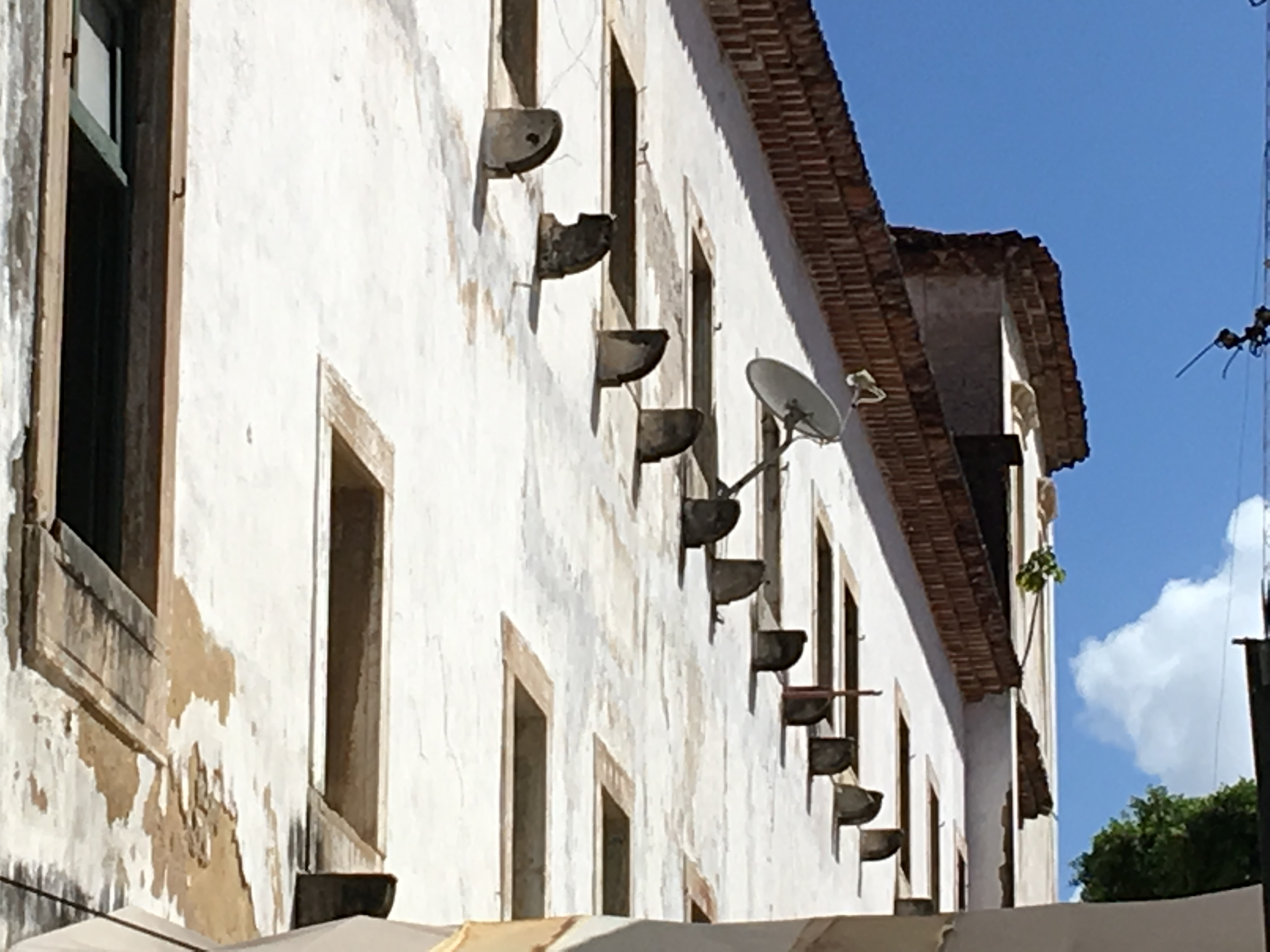
Restos do Palácio da Boa Vista, construído por Maurício de Nassau em 1643 e integrado ao Convento do Carmo a partir de 1654